# Bulbostylis capillaris
Bulbostylis capillaris là một loài thực vật có hoa trong họ Cói. Loài này được (L.) Kunth ex C.B.Clarke mô tả khoa học đầu tiên năm 1893.

## Hình ảnh

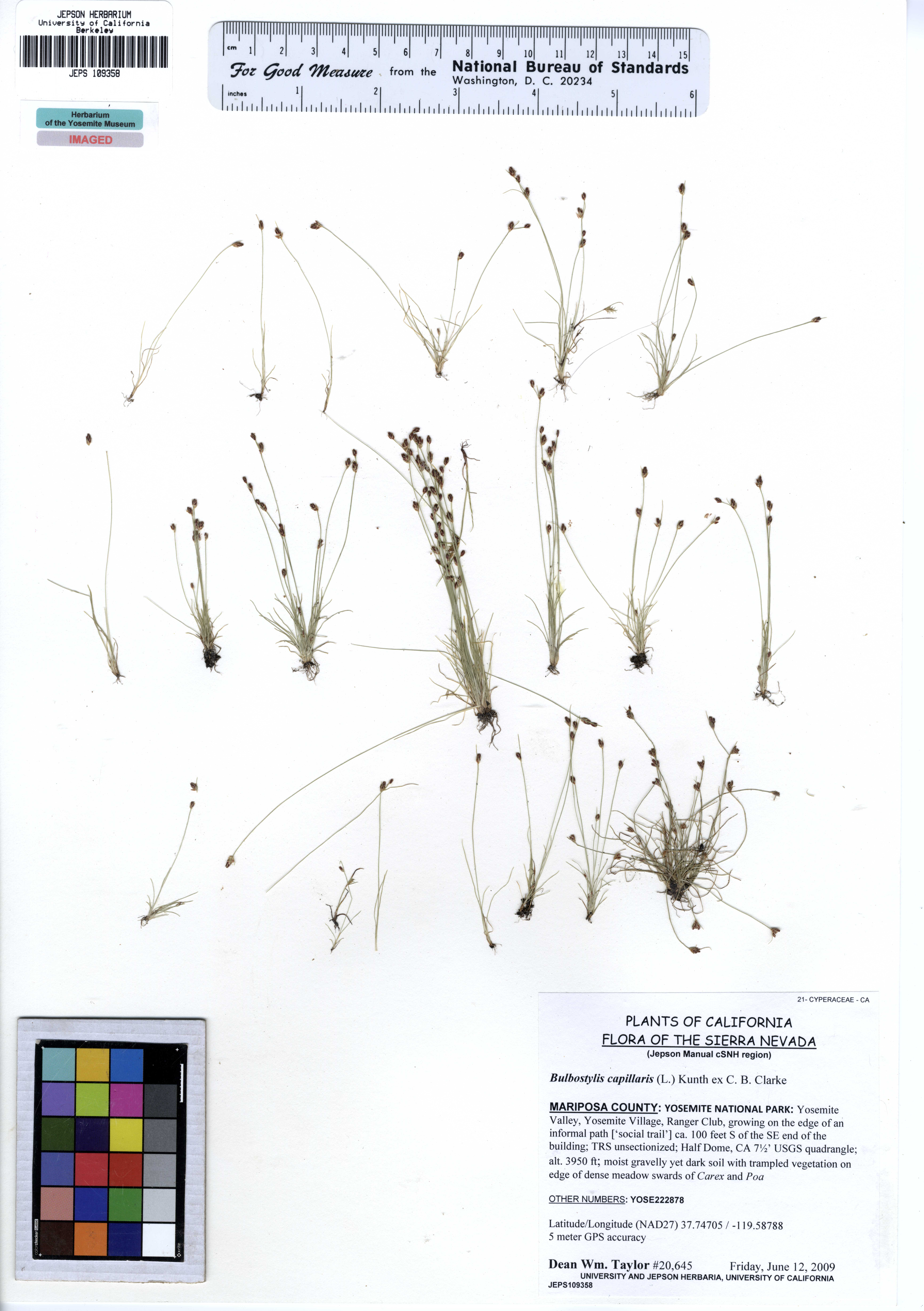